# Otočić Arta Vela
Otočić Arta Vela är en ö i Kroatien.   Den ligger i länet Šibenik-Knins län, i den södra delen av landet, 220 km söder om huvudstaden Zagreb. Arean är 1,3 kvadratkilometer.
Terrängen på Otočić Arta Vela är platt. Öns högsta punkt är 78 meter över havet. Den sträcker sig 1,9 kilometer i nord-sydlig riktning, och 1,6 kilometer i öst-västlig riktning.